# Tolkmicko
Tolkmicko est une ville de Pologne, située au nord du pays, dans la voïvodie de Varmie-Mazurie, au bord du lagune de la Vistule. Elle est le chef-lieu de la gmina de Tolkmicko, dans le powiat d'Elbląg.